# Lilies Not for Me
Lilies Not for Me è un film del 2024 diretto da Will Seefried.

## Trama
Inghilterra, Anni '20. L'aspirante scrittore Owen James viene ricoverato in una struttura medica che afferma di "curare" le tendenze omosessuali attraverso procedure sperimentali. Come parte del trattamento, Owen viene affidato alle cure dell'infermiera Dorothy, con la quale condivide sedute quotidiane prescritte per prepararlo ad una cosiddetta vita eterosessuale "normale".
Attraverso una serie di flashback, ci viene svelata gradualmente la storia di Owen, rivelando una relazione clandestina e le conseguenze traumatiche di una pratica rischiosa e non comprovata per sopprimere il desiderio omosessuale. 

## Produzione
Il film segna il debutto alla regia di Will Seefried, che ha scritto anche la sceneggiatura traendo ispirazione da una ricerca sulle pratiche dei primi anni del XX secolo che si proponevano di "curare" l'omosessualità.
Le riprese principali si sono svolte in Inghilterra, con scenografie e costumi scelti per ritrarre autenticamente l'ambientazione degli anni '20 e sottolineare i temi del film di repressione e desiderio proibito. Nelle interviste, Seefried ha citato opere queer classiche come La camera di Giovanni di James Baldwin, Carol di Todd Haynes e Maurice di James Ivory come fonte d'ispirazione per il tono e lo stile del film.

## Distribuzione
Il film è stato presentato in anteprima all'Edinburgh International Film Festival del 2024, dove ha attirato l'attenzione per la sua miscela di dramma romantico d'epoca ed elementi horror.
In seguito è stato distribuito digitalmente dalla Gravitas Ventures nell'aprile 2025.

## Riconoscimenti
- 2025 - Riviera International Film Festival
  - Candidatura al miglior film

- 2025 - Festival Univerciné Britannique
  - Univerciné Jury Prize